# Konstantin von Schwarz
Konstantin von Schwarz (německy Constantin Ritter von Schwarz) (23. července 1854 Pisino – 30. května 1931 Terst) byl rakousko-uherský admirál. Jako absolvent námořní akademie sloužil u c. k. námořnictva od roku 1871 a vystřídal službu na různých lodích. Uplatnil se mimo jiné v námořní administraci na ministerstvu války a nakonec byl velitelem několika bitevních lodí. V roce 1909 byl penzionován v hodnosti kontradmirála. 

## Biografie

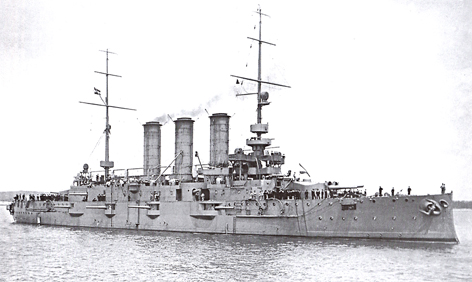
SMS Erzherzog Karl, vlajková loď kapitána Konstantina Schwarze 1906

Byl starším synem Franze Schwarze, okresního hejtmana v Pisinu. Konstantin studoval na gymnáziu v Pisinu, poté prošel vojenskou průpravou na kadetní škole v Sankt Pölten a nakonec v letech 1867–1871 absolvoval C. k. námořní akademii v Rijece. Do námořnictva vstoupil jako kadet v roce 1871 a působil mimo jiné u Hydrografického úřadu v Pule. V roce 1874 byl přidělen k námořnímu arzenálu v Pule a téhož roku získal hodnost praporčíka. V roce 1882 se na lodi SMS Laudon podílel na potlačení povstání v Dalmácii a v roce 1884 byl povýšen na poručíka II. třídy. V letech 1885–1886 jako navigační důstojník na korvetě SMS Donau absolvoval cestu kolem světa. Jako poručík I. třídy (1886) poté sloužil jako vyšší důstojník na dalších lodích a také v námořní administraci v Pule a Terstu. V letech 1889–1890 byl prvním důstojníkem na křižníku SMS Kaiser Franz Joseph I. a v letech 1893–1894 působil u Námořního technického výboru. 
V roce 1894 byl povýšen na korvetního kapitána a na bitevní lodi SMS Kaiserin und Königin Maria Theresia absolvoval v letech 1896–1897 cestu do Istanbulu. K datu 1. listopadu 1898 obdržel hodnost fregatního kapitána. Na výcvikové lodi SMS Alpha byl velitelem torpédové školy (1898–1900) a v roce 1900 na křižníku SMS Kaiser Karl VI. šéfem štábu eskadry. V roce 1901 se zúčastnil expedice na Dálný východ a zúčastnil se potlačení boxerského povstání v Číně. V roce 1902 byl velitelem lodi SMS Kaiserin und Königin Maria Theresia a v září 1902 se vrátil do Evropy.
Ke dni 1. listopadu 1901 byl povýšen do hodnosti kapitána řadové lodi a po návratu z Číny přidělen na ministerstvo války, kde byl od roku 1902 přednostou technického oddělení v námořní sekci. V roce 1906 byl velitelem bitevní lodi SMS Erzherzog Karl a téhož roku 1. listopadu získal hodnost kontradmirála. V říjnu 1906 byl přidělen k námořnímu sborovému velitelství v Pule, ale v dubnu 1907 odeslán na dlouhodobou dovolenou. Ke dni 1. února 1909 byl penzionován.
Po odchodu do výslužby se usadil v Terstu, kde byl mimo jiné členem Rakouské společnosti pro podporu lodní dopravy (Österreichischer Flottenverein). Po první světové válce žil zcela v soukromí, blízké kontakty udržoval jen se svým mladším bratrem. Celoživotně trpěl astmatem, zemřel v Terstu 30. května 1931 ve věku 76 let. 
Jeho mladší bratr Josef von Schwarz (1859–1933) byl také důstojníkem c. k. námořnictva a dosáhl hodnosti kontradmirála (1911).

## Tituly a ocenění
Byl nositelem šlechtického titulu rytíř, který získal v roce 1884 jeho otec. Během služby u námořnictva se stal nositelem několika vyznamenání. 
- Válečná medaile (1883)
- Vojenský záslužný kříž III. třídy (1892)
- Služební odznak pro důstojníky III. třídy (1896)
- Jubilejní pamětní medaile (1898)
- Řád železné koruny III. třídy  (1902)
- Vojenská záslužná medaile  (1906)
- Vojenský jubilejní kříž (1908)